# Holonymie
Ne doit pas être confondu avec Hyperonymie.
L'holonymie et la méronymie
(du grec ὅλος / holos : « le tout », ὄνυμα / ónuma : « nom », et μέρος / méros : « la partie »)
sont, dans une langue,
les relations entre deux mots dont les signifiés sont inclus l'un dans l'autre.
Le bras est une partie du corps, donc le mot bras est un méronyme de corps et le mot corps est un holonyme du mot bras.
Ces deux relations sémantiques sont partitives et hiérarchisées[pas clair]
 et s'inscrivent dans le cadre plus global de la relation partie-tout.